# Kościół Matki Boskiej Szkaplerznej w Głuchowie
Kościół pw. MB Szkaplerznej w Głuchowie – katolicki kościół filialny znajdujący się w Głuchowie (powiat sulęciński). Należy do parafii w Lemierzycach.

## Historia
Świątynia murowana, neogotycka, pierwotnie ewangelicka, zbudowana w 1870, jako katolicka poświęcona 16 września 1945, a do rejestru zabytków wpisana w 2007. W 2015, dla uczczenia 70-lecia poświęcenia kościoła w Głuchowie, została wybita okolicznościowa moneta.

## Otoczenie
Kościół otoczony jest częściowo przez cmentarz.

## Galeria

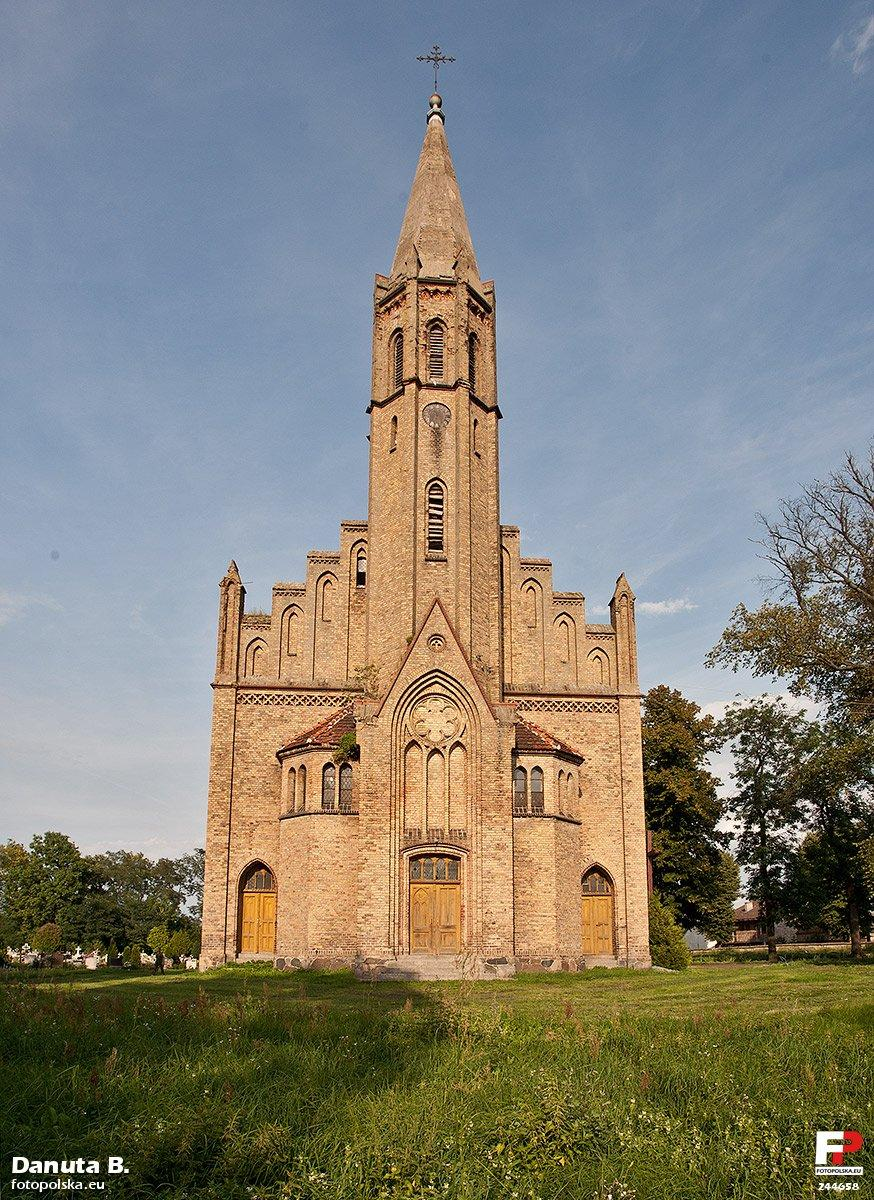
Wieża
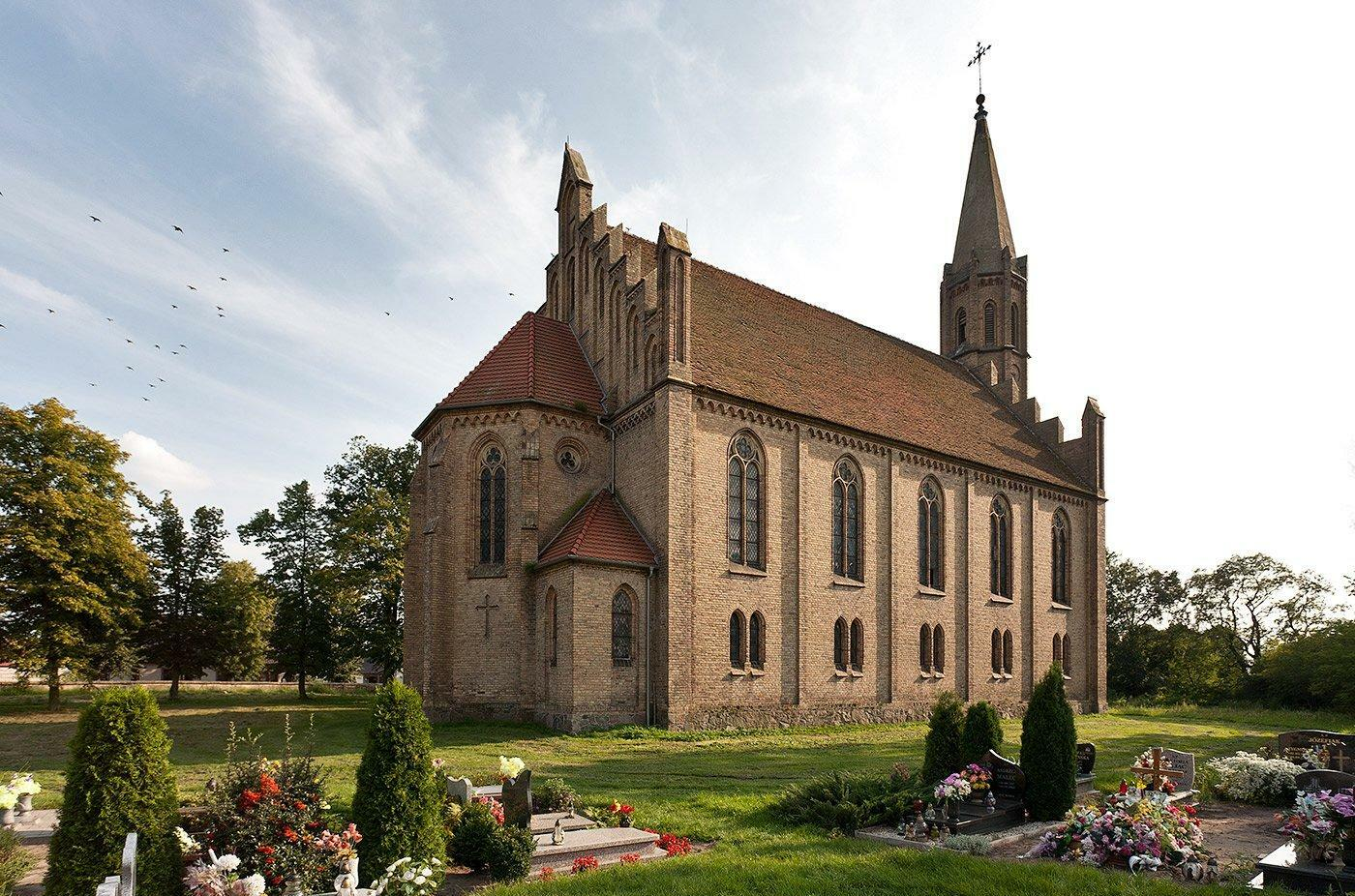
Elewacja tylna
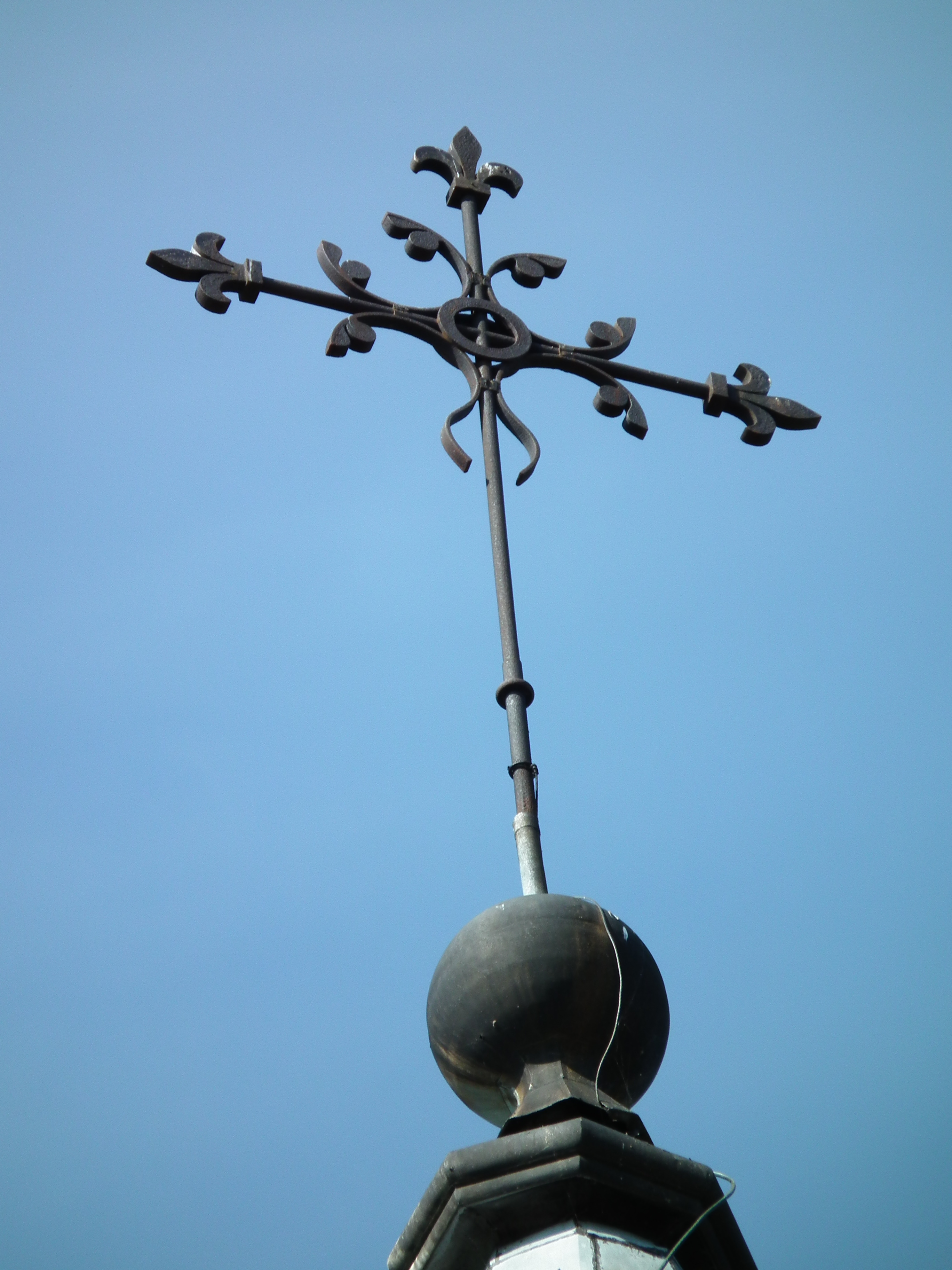
Krzyż wieżowy